# 衛藤英幸
衛藤英幸，日本男性遊戲音樂作曲家、簡約鐵克諾音樂家。生於大分縣。

## 人物簡介
- 主要參加科樂美、索尼及From Software等大型遊戲公司的音樂作曲，同時也從事唱片騎師和簡約鐵克諾音樂製作。

## 參加作品
科樂美
- 瘋狂大射擊！（日语：パロディウスだ!）（超级任天堂）
- 實況世界足球（日语：実況ワールドサッカー）系列（Super Famicom、任天堂64）

SCE
- Circadia（日语：サーカディア）（PlayStation）
- 激走托馬（PlayStation）
- 彩虹樂團大競走（日语：激突トマラルク）（PlayStation）
- 空戰神鷹（日语：スカイガンナー）（PlayStation 2）
- 動感指揮家（日语：ブラボーミュージック）（PlayStation 2）
- 動感指揮家 ～聖誕版～（PlayStation 2）
- 動感指揮家 ～超名曲盤～（PlayStation 2）
- Let's動感指揮家（PlayStation 2）
- 異形戰士（日语：チェインダイブ）（PlayStation 2）
- 對戰熱舞2001（PlayStation 2）參加重混工作

From Software
- 機戰傭兵 Last Raven（日语：アーマード・コア ラストレイブン）（PlayStation 2）
- 機戰傭兵 前線方程式（日语：アーマード・コア フォーミュラフロント）（PlayStation 2、PSP）
- 機戰傭兵4（日语：アーマード・コア4）（PlayStation 3、Xbox 360）
- 機戰傭兵 for Answer（日语：アーマード・コア フォーアンサー）（PlayStation 3、Xbox 360）
- 天誅千亂（Xbox 360）

### 倶樂部音樂作品
- HIDEYUKI ETO／Equip [SYNEWAVE:SW41]
- HIDEYUKI ETO／Polyhedron [SYNEWAVE:SW50]
- HIDEYUKI ETO／Encode [SYNEWAVE:SW57]
- GLIDELATOR／Inverse [ZET:ZET019]

## 相關項目
- Konami矩形波倶樂部（日语：コナミ矩形波倶楽部）

## 其它
- 衛藤浩幸（漫畫家，衛藤英幸的哥哥，《咕嚕咕嚕魔法陣》作者）

## 外部連結
- SYNEWAVE NEWYORK官網的音樂家介紹 （日語）
- HIDEYUKI ETO名義的倶樂部音樂作品DISCOGRAPHY （页面存档备份，存于） （日語）
- GLIDELATOR名義的倶樂部音樂作品DISCOGRAPHY （页面存档备份，存于） （日語）